# 浦島こうじ
ウラシマンタロウ（1986年8月16日 - ）は、フリーの日本のお笑い芸人。本名、村山 晃史（むらやま こうじ）。旧芸名、浦島 こうじ（うらしま こうじ）。東京都西東京市（旧保谷市）出身。かつてはワタナベエンターテインメントに所属していた。

## 経歴
- 高校時代はダンサーを目指していた。
- 高校卒業後、東京アナウンス学院・放送アナウンス科に入学。
- 東京アナウンス学院卒業後、本格的にお笑い芸人を目指しワタナベコメディスクールに11期生として入学。
- ワタナベコメディスクール卒業時に男女トリオ「チル弁天」で事務所所属となるが、山梨芽衣子が脱退しコンビ「オルガンズ」を結成するも、成田圭吾が芸人を辞めたためピン芸人となる。
- コンビ「ソイ」解散後にピンで活動していた八田人こと八田航樹（同スクール10期）に声をかけ、2012年5月13日にコンビ「マザー」を結成。
- 2012年7月のワタナベエンターテインメントLIVEで勝ち上がり、BEST!で優勝する。
- 2012年12月、2012一笑涯SPライブ〜WCS（ワタナベコメディスクール）OBで誰が一番おもろいねんSP〜において優勝。
- 2015年3月末日をもってネタの方針の違いにより「マザー」解散。再びピン芸人となる。

## 主な出演

### テレビドラマ
- 終電バイバイ 第5夜（TBS、2013年2月11日） - ボーイ・中年質屋 役
- 安堂ロイド〜A.I. knows LOVE?〜 第3話（2013年10月27日、TBS） - 警官2 役
- ナポレオンの村（2015年7月-9月、TBS） - 菰田孝三郎 役[1]

### CM
- AKB48×ほっともっと「ダブルロースかつ丼」進行・ナレーターを務める。
- 丸永製菓あいすまんじゅう

他・端役で多数出演。
時折ダンスの振付なども担当している。

### 映画
- ダンプねえちゃんとホルモン大王

### ラジオ
- podcast番組ガー!ガー‼ガー!!!×RADIOでメイン・アシスタントという枠で毎回出演している。

### PV
- 遊助 -「檸檬」

### 舞台
- BOOMERの河田貴一主催のユニット「DIRT1600」のメンバーとして第4回から適宜出演。
- mjbコントライブ「mix! jam! blend! assemble!」（2021年11月13日、14日、アトリエファンファーレ高円寺）[2]
- mjbコントライブ「Re:mix!jam!blend!」（2022年11月10日 - 13日（予定）、DDD青山クロスシアター）[3]